# ストックトン・アンド・ダーリントン鉄道

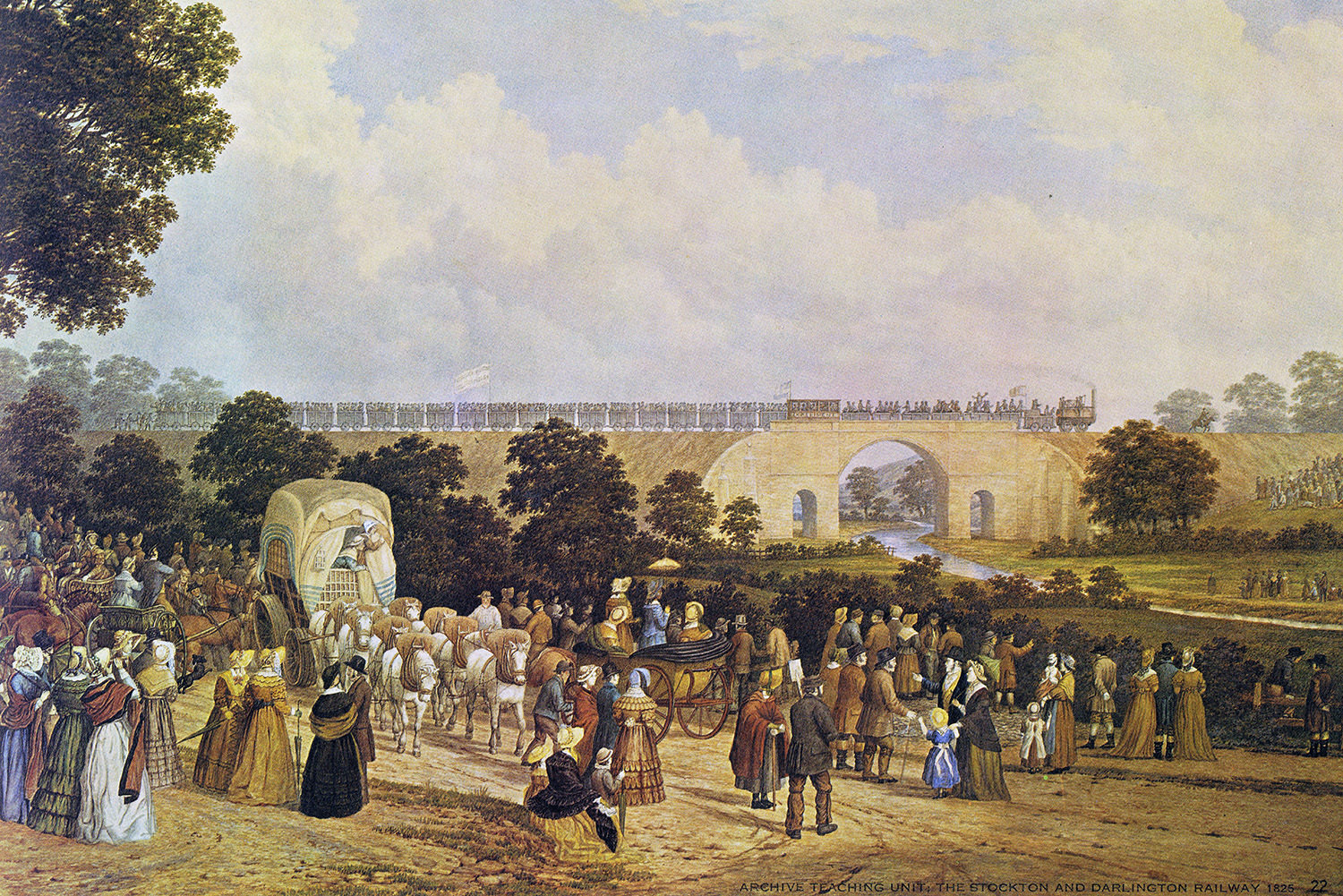
ジョン・ドビン（John Dobbin）によるストックトン・アンド・ダーリントン鉄道の開業、1825年

ストックトン・アンド・ダーリントン鉄道（ストックトン・アンド・ダーリントンてつどう、英 S&DR: Stockton and Darlington Railway）は、1825年に英国ダラム州で開業した世界で最初の蒸気機関車を牽引に使用した公共用鉄道である。この年にはイングランド銀行の株式市場で混乱がおきており、欧州全体が不況となる中で開通したこの鉄道は、海外の投資から還流した資金を吸収してイノベーションを促した。

## 概要
路線の長さは26マイル（40 km）で、イギリスの北東イングランドの ダラム州、ダーリントンとストックトン・オン・ティーズの間に建設され、さらにダーリントンからシルドン（Shildon）近郊の炭鉱へと伸びていた。路線は当初内陸の炭鉱と、石炭を船に積み込むストックトンを結ぶために建設された。現在はその路線の大半に相当する区間では、ノーザン・レール（Northern Rail）が営業するティーズ・バレー線（Tees Valley Line）が運行されている。

## 歴史
裕福な羊毛商人であったエドワード・ピース（Edward Pease）の提案で、ストックトン・アンド・ダーリントン鉄道は1821年に議会で承認されたが、当初は当時のイギリスで一般的に用いられていた馬車鉄道が想定されていた。しかし、ジョージ・スチーブンソンはキリングワース（Killingworth）において機関車を7年掛けて完成させ、ヘットン炭鉱鉄道（Hetton colliery railway）を建設した。キリングワースを代表して、会社承認の法案が国王の裁可を得たその日に、スチーブンソンはピースに対して、経路の再調査と少なくともその一部を蒸気運転にするように説得した。
これに応じて、スチーブンソンによる経路の変更の新法が議会の承認を受け、さらにその条項として機関車の使用が承認された。機関車使用の条項は、関係者がその意味を理解することができなかったため、廃案になりそうなところをかろうじて承認された。また法案では旅客輸送の承認条項も含まれていたが、その当時では旅客輸送は単なる副業に過ぎないと思われていた。
スチーブンソンは、ヘットンでは失敗に終わって蒸気機関車を諦めたが、他の様々な改良を続けて、例えばピストンからクランクロッドを通じて車輪を駆動するというようなことを考えた。ただし車輪同士は歯車で連結されていた。彼はまた線路に対しても改良を加え、レールが敷かれる石の設置の問題を克服し、ベドリントン鉄工所（Bedlington Ironworks）のジョン・バーキンショー（John Birkinshaw）が1820年に開発した可鍛鉄製の15フィート長レールを採用した。
当初はジョージの息子のロバート・スチーブンソンが彼の仕事を手伝っていたが、後にウィリアム・ジェームス（William James）が当時提案されていたリバプール・アンド・マンチェスター鉄道の測量をするのに参加するためにそちらへ向かった。ジョージとロバートは、エドワード・ピースとジョン・バーキンショーと共にニューカッスル・アポン・タインに機関車を製造するための会社を設立し、その会社は後にロバート・スチーブンソン・アンド・カンパニー（Robert Stephenson and Company）へと成長した。
路線は合計26マイルあり、西側の終点付近に2つのケーブル牽引式インクラインを備え、さらに馬が牽引する区間が続いていた。シルドンからダーリントンを通ってストックトンまでは路線はほぼ水平で、路線の構造物には初期の鉄道橋が含まれていた。最初の鉄道設計技師と呼ばれているイグナティウス・ボノミ（Ignatius Bonomi）の設計で、ダーリントンに建設されたスカーネ橋（Skerne Bridge）は、今日でも使用されている最古の鉄道橋である。この橋はかつてイングランド銀行の5ポンド紙幣図柄にも使われていた。ストックトン・アンド・ダーリントン鉄道では、かつて鉱山の輸送に使われていた馬車鉄道用の貨車に合わせて軌間を設定する必要があったために、それ以降4フィート8.5インチ（1,435 mm）が標準軌として用いられていく主な理由となった。
蒸気機関車はその当時まだ証明されていない新技術で、速度は遅く高価で信頼性に欠けていた。蒸気力の使用が広まるきっかけは、ナポレオン戦争の最中に馬の飼料が高騰したことにあり、その価格が沈静化する前に交通手段と鉱山技術の進歩によって石炭がより豊富に使用できるようになったことにあった。しかし、多くの人はまだ蒸気機関が馬に取って代わって生き残っていけるとは確信していなかった。そのため、ストックトン・アンド・ダーリントン鉄道でも、蒸気機関車が導入に値すると証明されるまでは、馬による牽引がほとんどであった。
ストックトン・アンド・ダーリントン鉄道で初めて走った機関車は、ロバートが不在の間にティモシー・ハックワース（Timothy Hackworth）をワイラム（Wylam）から招いてスチーブンソン工場で製作したロコモーション1号（Locomotion No 1）であった。ロバートが戻って来た後には、ハックワースはシルドン工場（Shildon railway works）でメンテナンスを担当した。ロコモーション号では、車輪同士を連結するために歯車を用いる代わりに初めて連結棒（カップリング・ロッド）を採用した。
路線の公式開業日は1825年9月27日で、最初の蒸気機関車牽引の旅客列車が最大600人の乗客を乗せて走った。最初の旅客列車はそれほど速くはなく、最初の12マイル（19 km）を走るのに2時間を掛けた。大半の乗客は屋根のない石炭車に乗っていたが、1両の実験的な客車もつないでおり、車輪の上に木製の覆いを取り付けたような"ジ・エクスペリメント"（The Experiment）と呼ばれる車両が高官たちを乗せていた。
実験的な定期旅客運行が間もなく始められ、当初は御者が連れてきた馬が車両を牽引していた。蒸気機関車は旅客輸送は契約外で、石炭輸送列車に限定されていた。輸送に使用する石炭は、荷主が提供する、つまり貨物の一部を使用するか、あるいは定率の費用で支払われており、燃費を改善しようとするインセンティブに欠けていた。
1826年にロコモーション号に似た3両の機関車がさらに製作され、スチーブンソンはエクスペリメント号（Experiment）でばねの上に取り付けることができるように傾けたシリンダーを導入した。当初は2軸であったが後に3軸に改造された。スチーブンソンだけが機関車を製作していたわけではなく、同じく1826年にはニューカッスルのウィルソン・ロバート・アンド・カンパニー（Wilson, Robert and Company）が、連結棒を使わずに4つのシリンダーを備え、それぞれ2つのシリンダーが1軸に対応した機関車を製作した。その独特のエキゾースト音からか、チッタプラット（Chittaprat）と呼ばれるようになった。衝突事故に遭って、この機関車は修理されずに終わった。これらの初期の機関車は速度が遅く信頼性が低く、ハックワースは改良した設計を行って1827年にウィルソンの機関車から持ってきたボイラーを使ってロイヤル・ジョージ（Royal George）を製作した。ハックワースは、従来の安全弁では機関車が揺れた時に蒸気が漏れ出してしまうので、機関士がよく縛って動かないようにしてしまっていたことから、ばねを使った安全弁も開発した。
蒸気動力は馬の牽引する交通に比べて高価であったが、まもなくそれは実は経済的であるということが証明された。蒸気機関車は多くの貨車を牽いて高速で走れるので、1日の運行で運べる石炭の量を比較すると、馬の比ではなく多かったからである。蒸気機関車の牽引する高速列車と馬の牽引する低速列車を同じ線路の上で共存させておくことは運行の効率全体を下げてしまうことも明らかとなり、また蒸気機関車の技術の信頼度が向上してきたため、馬の牽引する列車は次第に廃止されていった。
当初は、ストックトン・アンド・ダーリントン鉄道は大半の近代的な鉄道とはほとんど似つかない、従来の馬車鉄道のような方法で運営されていた。ストックトン・アンド・ダーリントン鉄道は線路を所有しているだけで列車を運行せず、鉄道に対して使用料を払えば誰でも蒸気機関車や馬の牽引する列車をその路線の上で運行することができた。この線路所有と列車運行の分離は運河の形態に似ていて、運河ではしばしば運河所有会社は独自に船を運航することが禁じられていた。ストックトン・アンド・ダーリントン鉄道には時刻表もいかなる形態の中央での管理組織もなかった。列車は好きな時に運行され、しばしば線路の途中でライバル会社の運行する対向列車と出会って通行の優先権を巡って争いが勃発していた。
この混乱したように見えるやり方も、馬が牽引する列車に対しては十分適用可能であったが、高速な蒸気機関車が列車を牽引するようになると、正面衝突が致命的な結果をもたらすため、実行不可能になった。蒸気機関車の登場と共に、新しい運行方式の開発が必要となった。
1833年に鉄道はミドルスブラ（Middlesbrough）まで延長された。これにより、ミドルスブラ付近でのティーズ川はもっと深かったので、海までの石炭輸送が高速化された。より上流のストックトン・オン・ティーズ周辺では川が浅くて船舶運航を妨げていたのである。1834年には競合鉄道路線のクラレンス鉄道（Clarence Railway）がやはり石炭の出荷を目的に建設され、ストックトン・アンド・ダーリントン鉄道のシルドンから分岐して、ミドルスブラと川の対岸にあるハーバートン・ヒル（Haverton Hill）やポート・クラレンス（Port Clarence）まで伸びていた。

## 近代的な鉄道へ
1833年までにストックトン・アンド・ダーリントン鉄道は完全に蒸気機関車運行に切り替えられ、次第に近代的な鉄道となっていった。ストックトン・アンド・ダーリントン鉄道自身が路線上で全ての列車を運行するようになり、複線化されて双方向の列車を同時に運行できるようになり、時刻表が定められて衝突を防ぐために原始的な信号機が導入された。これらのやり方は世界中の鉄道で標準的なものとなっていった。
ストックトン・アンド・ダーリントン鉄道は財務的にも大きな成功を収め、近代的な鉄道の礎を築いた。
ストックトン・アンド・ダーリントン鉄道の建設と機関車の製造でスチーブンソンとジョセフ・ロック（Joseph Locke）が得た経験は、数年後、初めての蒸気機関車専用鉄道として計画されたリバプール・アンド・マンチェスター鉄道の建設と、その革新的な機関車ロケット号へと反映された。また他の技術者にとっても技術上の経験を積むよい舞台となり、1833年にティモシー・ハックワースの見習いとなったダニエル・アダムソン（Daniel Adamson）は後にマンチェスターで成功したボイラー製造メーカーを開設した。
ストックトン・アンド・ダーリントン鉄道は1863年にノース・イースタン鉄道（North Eastern Railway）に吸収され、さらに1923年にはロンドン・アンド・ノース・イースタン鉄道へと合併した。当初のストックトン・アンド・ダーリントン鉄道の路線は、全てではないが大半が現在でも運行されている。

## 関連文献
- A Place In History — ダーリントン鉄道博物館の歴史に関する本